# Fiat 1200
El Fiat 1200 es un automóvil de turismo del segmento D producido por Fiat entre 1957 y 1961. Fabricado por la Sección Especial de Carrocerías de la casa de Turín, fue presentado como una versión de alta gama del Fiat 1100 Tipo 103, de que mantenía su mecánica y bastidor. Este modelo fue presentado para sustituir a la versión 1100 TV del Tipo 103, adoptando una carrocería muy similar al 103 D, pero incorporando un nuevo motor de 1200 cm3. A lo largo de su producción, el 1200 fue presentado en tres versiones: La primera, denominada 1200 Granluce, es una berlina de tamaño medio, de cuatro puertas y cuatro plazas, mientras que la segunda era un convertible de dos puertas y dos plazas denominado 1200 Spyder, el cual era una versión mejorada del 1100 TV Transformabile. Finalmente, la tercera versión fue el 1200 Cabriolet diseñado por Pininfarina y presentado en 1959 como sucesor del Transformabile. La producción del 1200 finalizó en 1961, cuando la berlina Granluce fue suspendida en favor del desarrollo y producción de la berlina Fiat 1300 de mayor tamaño. Por su parte, el 1200 Spyder (que había sido presentado en 1959) formó parte de una saga de modelos diseñados por Pinifarina, siendo ubicado como modelo de entrada, pero rápidamente sustituido por modelos de mayores prestaciones deportivas y equipados con propulsores O.S.C.A.

## Historia

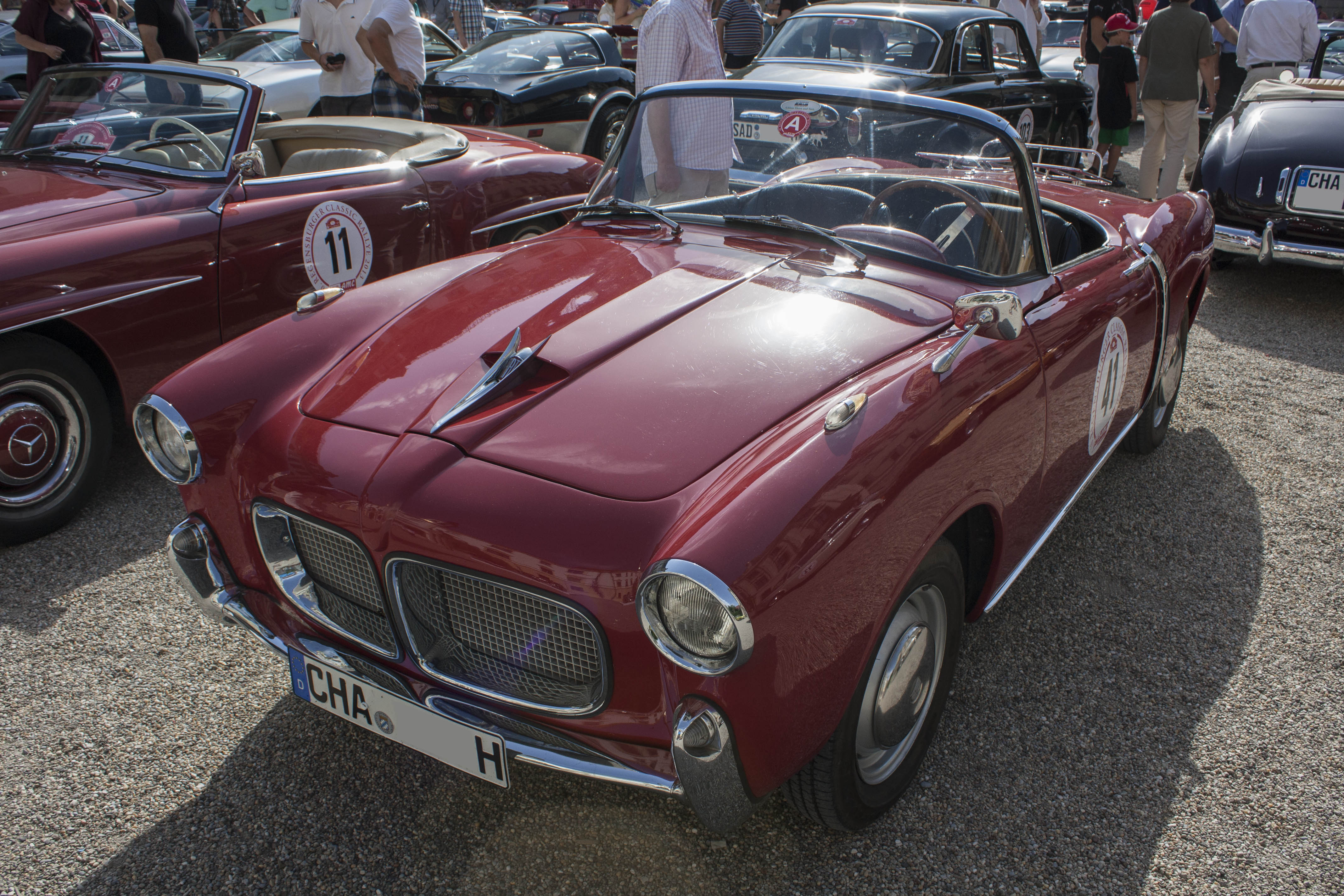
Modelo Fiat 1100-103 Transformabile (1955)

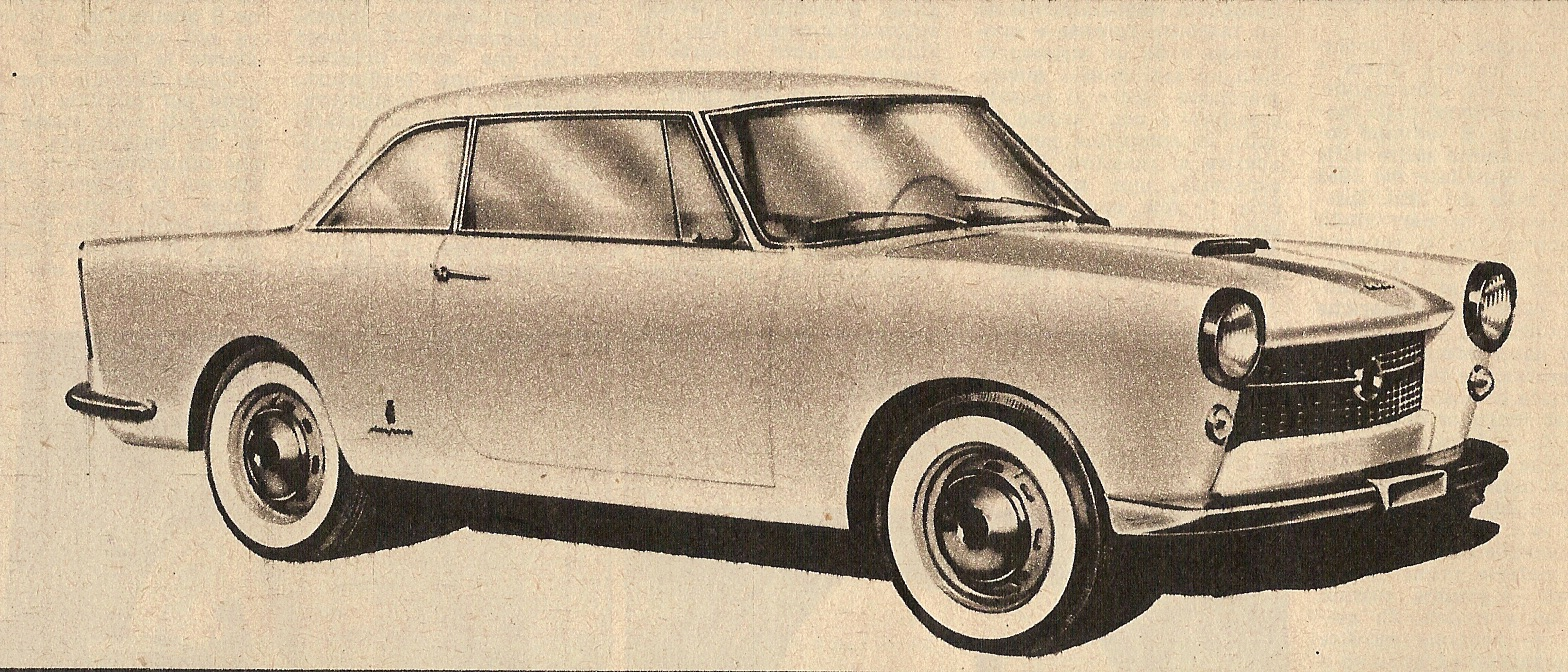
Cupé pininfarina 1200 de 1958

En comparación con el modelo original, el Fiat 1200 contó con un nuevo morro y trasera diferente. Respecto al interior, se retapizó y se mejoró el acabado. Otras pequeñas modificaciones fueron: luces más modernas y unos nuevos intermitentes.
Desde un punto de vista técnico, si se exceptúa el aumento de su potencia (pasó de 1089 a 1221 cm³), el automóvil no sufrió cambios. La posición, en comparación con 1100/103, en un segmento de mercado más alto fue, según Fiat, consecuencia del mejor rendimiento (la potencia fue de 55 hp), los acabados más refinados (tapicería de tela para asientos, paneles de puertas y parte del tablero de instrumentos) y la mayor "importancia" dada a la carrocería por los numerosos accesorios cromados y la pintura de dos tonos.

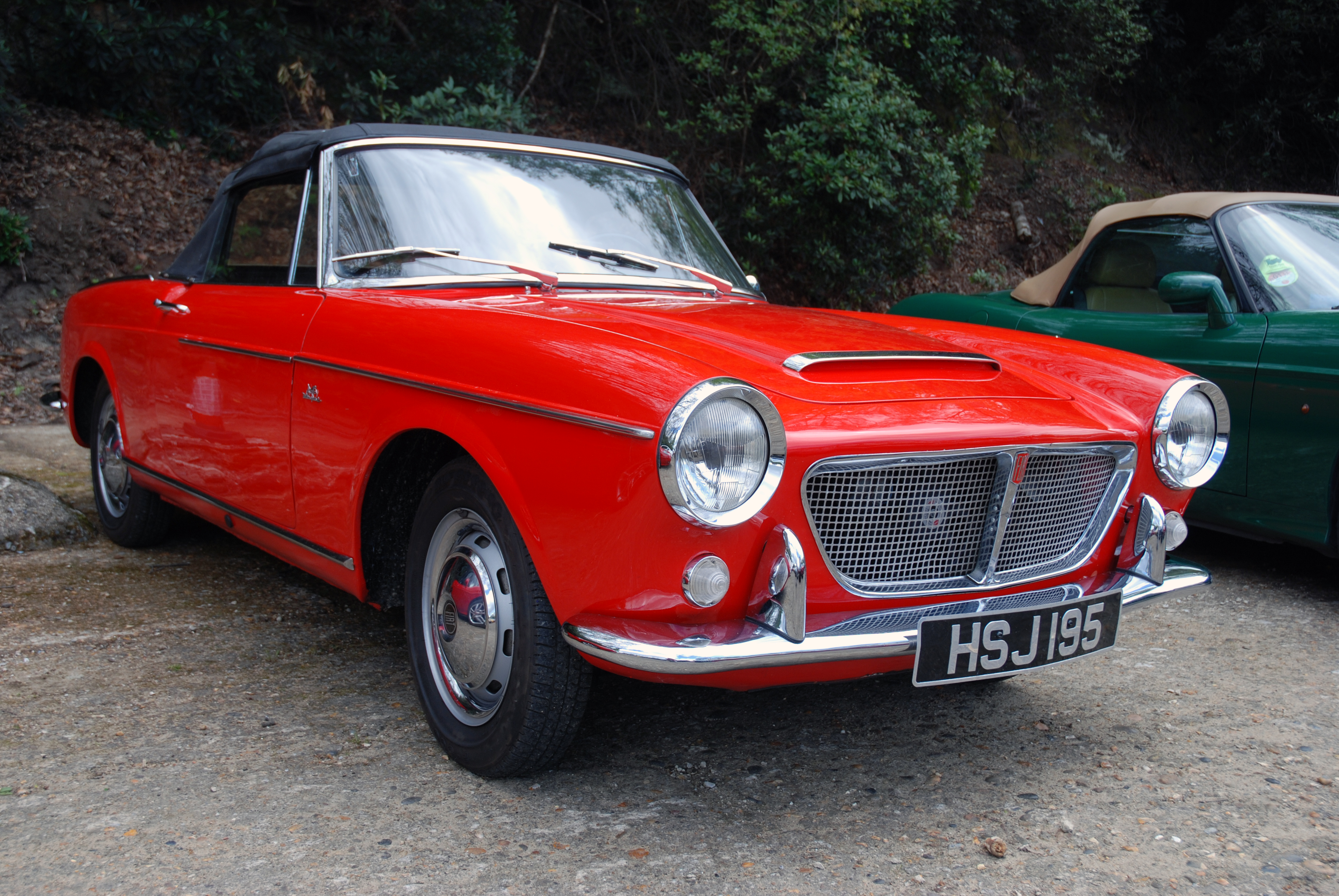
Fiat 1200 Cabriolet

El modelo se presentó en el Salón del Automóvil de Turín de 1957 con la misma bisagra de las puertas adoptada del 1100-103, pero cuando comenzaron las entregas (a principios de 1958) apareció el Granluce 1200 con las bisagras de puerta modificadas y después con la apertura de las cuatro puertas contra el viento. Aunque su carrocería era bastante moderna (a pesar de estar adornada con demasiados elementos cromados) y de disponer de pintura de dos tonos, el Granluce 1200, probablemente porque carecía de un rendimiento decididamente superior al proporcionado por el 1100, pero también debido al éxito creciente del Alfa Romeo Giulietta, no tuvo la difusión esperada.
También en 1957, se instaló el motor de 1.2 litros y 55 CV en la carrocería del automóvil, ligeramente retocado (con parachoques más envolventes, y varios repetidores laterales de los indicadores de dirección) del 1100/103 E Trasformable TV, que daba vida al 1200 Transformable. Del mismo modo, Pininfarina produjo un agradable cupé 2+2 que se fabricaría en pequeñas series.
En el Salón del Automóvil de Ginebra en marzo de 1959, el sedán Granluce 1200 sufrió algunos cambios estéticos, que no alteraron su apariencia, sino que pesaron más en la línea con adornos brillantes adicionales (como la banda lateral de aluminio con acabado satinado, una rejilla frontal diferente y los guardabarros con almohadilla de goma).
El Trasformabile 1200 fue reemplazado en 1959 por el Fiat 1200 Cabriolet de Pininfarina, mientras que el 1200 Granluce salió de la lista en septiembre de 1961 (después de más de 20,000 unidades producidas), cuando el automóvil destinado a ocupar su lugar (el 1300, más cautivador y moderno) ya se había lanzado durante algunos meses. La carrocería del 1200 Granluce, retocada por delante y despojada de aditamentos excesivos, fue reutilizada por el Especial 1100 que apareció a finales de 1960.